# Du feu dans le ciel

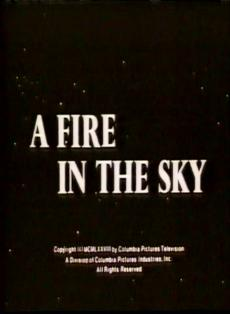
Écran titre anglophone du film : Du feu dans le ciel.

Du feu dans le ciel (titre original : A Fire in the sky) est un téléfilm américain de Jerry Jameson diffusé en 1978.

## Synopsis
La ville de Phoenix en Arizona est menacée par la chute d'une comète. Pourtant, le président des États-Unis refuse de faire évacuer les lieux pour éviter un mouvement de panique générale. Mais la directrice d'une chaine de télévision passe outre cet ordre et met la nouvelle au jour. Des spécialistes tentent de faire dévier la comète mais sans succès...

## Fiche technique
- Titre original : A Fire in the sky
- Titre alternatif : La Comète de l'apocalypse
- Réalisation : Jerry Jameson
- Scénario : Dennis Nemec et Michael Blankfort d'après une histoire de Paul Gallico
- Directeur de la photographie : Matthew F. Leonetti
- Montage : J. Terry Williams
- Musique : Paul Chihara
- Costumes : Grady Hunt
- Décors : Dale Hennesy
- Production : Hugh Benson
- Genre : Drame, Science-Fiction
- Pays :  États-Unis
- Durée : 180 minutes
- Date de diffusion :
  -  États-Unis : 26 novembre 1978
  -  France : 1986 (sortie VHS)

## Distribution
- Richard Crenna (VF : Edmond Bernard) : Jason Voight
- Elizabeth Ashley (VF : Nita Klein) : Sharon Allan
- David Dukes : David Allan
- Joanna Miles (VF : Jocelyne Darche) : Jennifer Dreiser
- Lloyd Bochner (VF : Pierre Fromont) : Paul Gilliam
- Merlin Olsen (VF : Claude Rollet) : Stan Webster
- Andrew Duggan (VF : Jacques Deschamps) : le président des États-Unis
- Maggie Wellman : Carol
- Nicolas Coster (VF : Gabriel Cattand) : Michael, le gouverneur
- Marj Dusay : Ellen Gilliam
- John Larch (VF : Maurice Barrier) : le colonel Johnson
- Kip Niven : Mac
- William Bogert (VF : Pierre Guillermo) : Wayne Lustus
- Jenny O'Hara : Ann Webster
- Michael Biehn : Tom Rearden
- Diana Douglas (VF : Jeanine Freson) : Mrs. Rearden
- Cindy Eilbacher : Paula Gilliam
- Bill Williams : Dale Turner
- Dino Bachelor (VF : Jackie Berger) : Danny Webster
- George Petrie (VF : Jean Mauclair) : Hank
- Bill Heywood (VF : Jean Lagache) : le présentateur TV
- David Burke Rhind (VF : Daniel Gall) : le chef contrôleur aérien
- Henry Hendrick (VF : Jean Berger) : le responsable du lancement des missiles
- Bud Conlan (VF : Raymond Loyer) : le général Kloman